# 世界圖繪
《世界圖繪》（拉丁語：Orbis Pictus 或 Orbis Sensualium Pictus），又譯作《圖中可見的世界》或《世界圖解》，是一本由捷克教育家約翰·阿摩司·康米紐斯出版於1658年的兒童教科書，是首本有插畫的教科書和兒童讀物，繪者是保羅·克魯森。該書一開始以拉丁文與德文出版，並在之後被譯成歐洲各種語言。

## 歷史
《世界圖繪》1658年以拉丁文與德文初版於紐倫堡，之後便傳遍德國的各個學校與其他國家。該書的首個英語版本初版於1659年。該書首個多語言（拉丁文、德文、義大利文、法文）對照版本初版於1666年。首個捷克文版本出現在1685年的多語言版本（與拉丁文、匈牙利文、德文並列），由萊沃恰的Breuer出版社發行。在1670年至1780年間，以發行了各種語言的新版本，同時更新了圖片和文字內容。
《世界圖繪》對幼兒教育產生了深遠的影響。該書是詞彙學習的先驅。
1930年，奧圖·紐拉特聲稱《社會與經濟》中的插圖構成了一部新的《世界圖繪》。

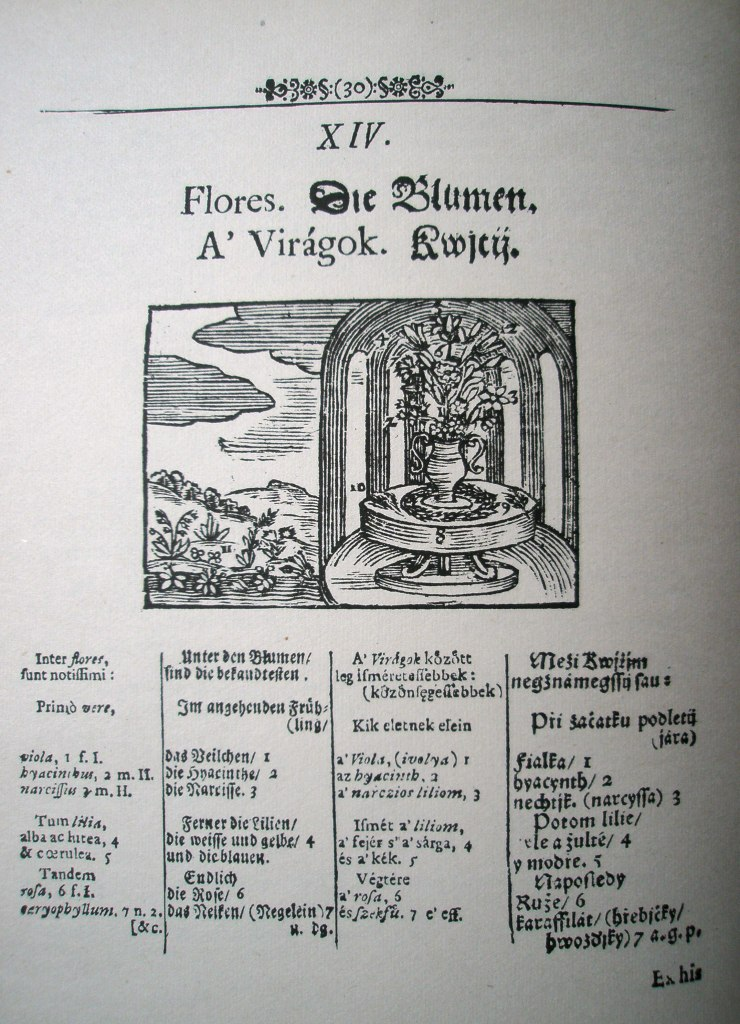
1685年的四語言版中關於「花」的章節。
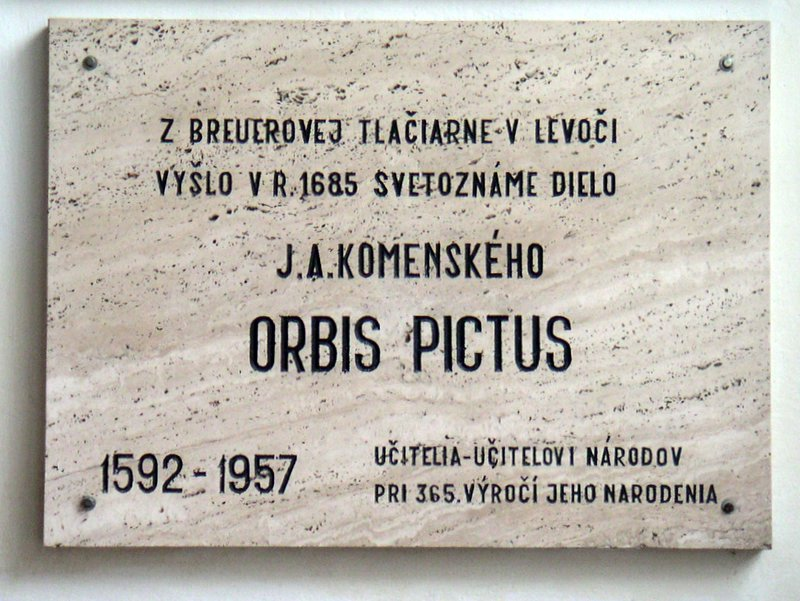
紀念《世界圖繪》在萊沃恰出版的牌匾
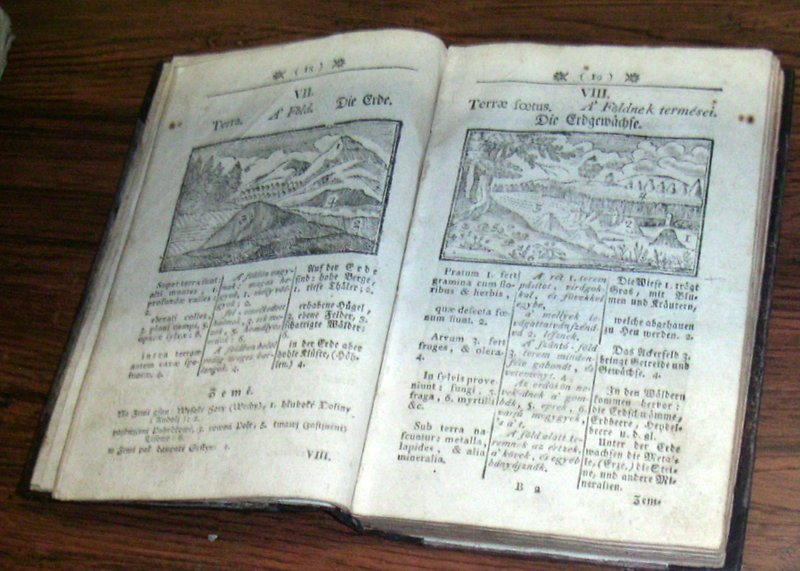
18世紀晚期再版的《世界圖繪》，於匈牙利王國布拉提斯拉瓦出版，該版中有四種語言：拉丁文、匈牙利文、德文和捷克文。

## 內容
《世界圖繪》以銅版印刷插圖，並其文本中進行了介紹。在大多數的版本中，文字均是拉丁文和閱覽者的母語。《世界圖繪》共有150個章節，涵蓋了以下主題：
- 自然
- 植物學
- 動物學
- 宗教
- 人類
- 社會

### 作者執筆目的
根據康米紐斯為《世界圖繪》所寫的〈序文〉中，康米扭斯執筆的目的為：
- 1.避免「學非所用」。
- 2.用內容吸引學童。
- 3.將注意力集中在事物身上。
- 4.方便學習拉丁文和本土語言。
- 5.邁向知性學府的前導。

## 漢譯版本

### 繁體
| 书名         | 译者   | 出版     | 年份   | ISBN                   |
| ------------ | ------ | -------- | ------ | ---------------------- |
| 《世界圖繪》 | 張淑英 | 大塊文化 | 2019年 | ISBN 978-986-5406-35-6 |